# Garry Moore
Garry Moore (nascido Thomas Garrison Morfit ; 31 de janeiro de 1915 - 28 de novembro de 1993) foi um artista americano, personalidade cômica, apresentador de game show e humorista mais conhecido por seu trabalho na televisão. Ele começou uma longa carreira na rede CBS começando no rádio em 1937 e depois como apresentador de televisão em vários programas de variedades e jogos de 1949 a meados dos anos 1970.
Depois de abandonar o colégio, Moore obteve sucesso como apresentador de rádio e depois passou para a televisão. Ele apresentou vários programas diurnos e no horário nobre, intitulados The Garry Moore Show, e o game shows I've Got a Secret e To Tell the Truth. Ele foi fundamental para promover a carreira da atriz cômica Carol Burnett. No início da sua carreira ele se tornou conhecido por suas gravatas-borboleta e seu corte à escovinha.
Depois de ser diagnosticado com câncer na garganta em 1976, Moore se aposentou da indústria de radiodifusão, fazendo apenas algumas raras aparições na televisão. Ele passou os últimos anos de sua vida em Hilton Head, Carolina do Sul e em sua casa de verão em Northeast Harbor, no Maine. Ele morreu em 28 de novembro de 1993, aos 78 anos.

## Juventude e carreira no rádio
Moore nasceu em 31 de janeiro de 1915, em Baltimore, Maryland, filho de Mason P. Morfit e Mary L. (nascida Harris) Morfit. Ele estudou no Baltimore City College (na verdade, um colégio), mas desistiu para seguir carreira no rádio e na escrita.
Começando em 1937, ele trabalhou para a estação de rádio WBAL de Baltimore como locutor, escritor e ator / comediante. Ele usou seu nome de nascimento até 1940, quando, enquanto estava no ar anunciando Club Matinee apresentado por Ransom Sherman na NBC, Chicago, Sherman realizou um concurso de rádio para encontrar um mais facilmente pronunciável.  "Garry Moore" foi o vencedor, apresentado por uma mulher de Pittsburgh que recebeu um prêmio de $100.
Foi no Club Matinee, onde conheceu seu amigo de longa data e parceiro de transmissão Durward Kirby.
Moore dirigiu a Talent, Ltd., um programa de variedades nas tardes de domingo em 1941. Nos anos que se seguiram, Moore apareceu em vários programas de rádio de rede. Ele começou como locutor e depois como suporte para personalidades da transmissão, uma das quais foi Jimmy Durante.
De 1943 a 1947, Durante e Moore tiveram um show conjunto com Moore como o homem hetero. Impressionado com sua habilidade de interagir com o público, a CBS ofereceu a ele seu próprio programa. Começando em 1949, o programa de variedades diurno de uma hora The Garry Moore Show foi ao ar na CBS. Moore retornou brevemente ao rádio como apresentador do Monitor da NBC em 1969.

## Carreira na televisão
Entre 1947 e 1950, Moore começou a dar passos provisórios no novo meio como palestrante e apresentador convidado em programas de perguntas e respostas musicais. Em 26 de junho de 1950, ele foi recompensado com seu próprio programa de TV de 30 minutos na CBS no início da noite, The Garry Moore Show, que era uma versão mais curta de seu programa de rádio. Até setembro de 1950, também foi transmitido simultaneamente no rádio. Durante 1950 e 1951, ele hospedou substitutos de verão no horário nobre para Arthur Godfrey e seus amigos. Ele apareceu como estrela convidada em outros programas, incluindo a cidade maravilhosa de Faye Emerson, da CBS.
Durante sua temporada como apresentador de um programa de variedades, Moore foi escolhido para apresentar o painel de TV semanal do horário nobre da CBS, I've Got a Secret. Ele estreou em 19 de junho de 1952. Nesse programa, Moore começou sua amizade com o comediante Henry Morgan e o apresentador de game show e palestrante Bill Cullen, com quem ele teve um longo relacionamento de trabalho. Morgan declarou mais tarde que Moore o ajudou a manter seu emprego como apresentador de televisão.
Moore ficou conhecido por seu envolvimento na variedade de acrobacias e demonstrações dos participantes do programa. A popularidade de I've Got a Secret levou a uma participação especial no filme de 1959, It Happened to Jane. No filme, o personagem de Doris Day era um concorrente do programa, com Moore e todo o seu painel interpretando a si mesmos.
O programa de variedades de Moore foi movido para o horário diurno, onde funcionou até 27 de junho de 1958. Três meses depois do final do programa diurno, seu colega de longa data Durward Kirby e ele moveram o revivido The Garry Moore Show para o horário nobre como uma comédia de terça à noite e hora de variedades que decorreu de 30 de setembro de 1958 a 14 de junho de 1964.
Embora o show fosse um sucesso maior no horário nobre, Moore sempre preferiu o público de donas de casa durante o dia. Ele achava que isso dava às donas de casa solitárias algo para ouvir e assistir enquanto trabalhavam.  O show proporcionou uma pausa no show business para muitos artistas, incluindo Alan King, Jonathan Winters, Carol Burnett e Dorothy Loudon. The Garry Moore Show contou com membros regulares do elenco de apoio Durward Kirby, Marion Lorne, Denise Lor e Ken Carson, bem como uma mistura de coreografias de música e dança e esquetes cômicos, e apresentou ao público a comediante Carol Burnett. Depois que o show acabou, Burnett se tornou uma estrela por si só, apresentando The Carol Burnett Show por muitos anos.
Durante os preparativos para um episódio de seu programa de variedades, Moore e sua equipe de escritores sabiam que não seria um bom episódio, apesar de ter ficado acordado até tarde na noite anterior para reescrever. Então, no início do show, Moore saiu na frente do público ao vivo e disse diretamente ao público, bem como ao público em casa que não seria um bom show e recomendado para o público que os assistia em casa sintonize-se com o que estava ao ar nas redes rivais naquela noite. Cada vez que uma piada bombava com o público, Moore se voltava para a câmera e dizia: "a culpa é sua por continuar assistindo isso!"  O público doméstico ficou tão fascinado com a franqueza de Moore que se agarrou ao episódio, e foi um dos episódios de maior audiência da temporada.
The Garry Moore Show foi cancelado em 1964,  e no verão daquele ano, depois de ter estado no rádio e na televisão por 27 anos ininterruptos, Moore decidiu se aposentar, dizendo que "disse tudo [ele] sempre já quis dizer três vezes. "  Ele desistiu de apresentar I've Got a Secret e foi substituído pelo comediante Steve Allen, que apresentaria o programa até o final de sua temporada em 1967 (embora Moore tivesse encerrado sua aposentadoria antes de I've Got a Secret deixar o ar, ele nunca voltou à série como apresentador e Allen comandou um renascimento sindicado subsequente de uma temporada em 1972). A principal atividade de Moore durante seu hiato foi uma viagem ao redor do mundo com sua esposa.
Moore anunciou no show do décimo aniversário em 19 de junho de 1962 que recentemente havia feito uma operação em sua mão direita, e foi por isso que ele foi visto apertando sua mão esquerda por alguns meses, protegendo sua mão de fortes apertos de mão. Depois de dois anos, The Garry Moore Show retornou à programação do horário nobre da CBS no outono de 1966. Foi cancelado no meio da temporada por causa da baixa audiência do western da NBC Bonanza.
O sucesso Smothers Brothers Comedy Hour substituiu The Garry Moore Show no horário da CBS. Moore então fez aparições esporádicas na televisão, como participações especiais em Rowan e Martin's Laugh-In, reuniões com Carol Burnett em seu programa e servindo como palestrante em vários programas de jogos, antes de Mark Goodson lhe pedir para apresentar outra série.
Esse programa foi uma revivificação de To Tell the Truth, que encerrou sua exibição na CBS em 1968. Moore foi convidado a hospedar uma revivificação da série para distribuição, que foi lançada em setembro de 1969. Quando To Tell the Truth foi planejado para ser revivido para distribuição, os produtores Mark Goodson e Bill Todman originalmente queriam que Bud Collyer apresentasse o show mais uma vez. Mas quando ligaram para Collyer, ele recusou, citando sua saúde debilitada.
Quando Goodson e Todman ligaram para Moore sobre o trabalho, ele imediatamente contatou Collyer, que disse a Moore: "Simplesmente não estou à altura". Moore frequentemente participava das acrobacias bobas e patetas do show, como havia feito em I've Got a Secret, realizando truques de mágica e cozinhando. Isso fez com que essa versão de To Tell the Truth fosse comparada a I've Got a Secret. Moore hospedou a série desde sua estreia até o meio da temporada 1976-1977, a oitava do revival.

## Gravação
Em 1944, Moore gravou seis de seus monólogos de rádio para a Decca, incluindo seu clássico "Hugh, the Blue Gnu", sua leitura rápida de "Chapeuzinho Vermelho" e uma versão cheia de calamidades de "In the Good Old Summertime". Eles foram lançados dois anos depois como Decca 444, um álbum de três discos de 78rpm intitulado “Culture Corner”. Em 1956, Moore gravou um álbum de discos Columbia LP para crianças. Apresentava contos de Rudyard Kipling, incluindo "The Elephant's Child" e "How the Camel Got His Hump". Também em 1956, Moore gravou um álbum LP Columbia intitulado "Garry Moore Presents My Kind Of Music", com contribuições dos músicos de jazz George Barnes, Ernie Caceres, Wild Bill Davison, Randy Hall, Mel Henke e Sonny Terry. Em 1965, ele também narrou dois clássicos infantis para orquestra consecutivos em um único LP de Westminster, Carnival of the Animals de Saint-Saens e Peter and the Wolf de Prokofiev.

## Aposentadoria e morte
Moore ficou doente em 1976 e foi diagnosticado com câncer na garganta. Ele deixou To Tell the Truth pouco antes do Natal de 1976 para se submeter a uma cirurgia,  entregando o show ao palestrante Bill Cullen. O painelista semiregular Joe Garagiola também atuou como anfitrião por várias semanas, alegando que estava " beliscando " para Moore.
Moore voltou em setembro de 1977 para começar a nona temporada de To Tell the Truth, para explicar sua súbita ausência e anunciar sua aposentadoria permanente, explicando que enquanto se recuperava de sua cirurgia, ele acreditava que seu câncer de garganta era um sinal de que continuaria além da sua carreira de 42 anos seria "pura ganância". Mais tarde, Moore explicou em outra entrevista que se sentiu confortável deixando o mundo do entretenimento. Joe Garagiola foi o anfitrião do programa durante o resto da temporada, que acabou por ser a última. Depois de sua aposentadoria no entretenimento, Moore continuou recebendo várias ofertas de mais trabalho que ele continuou a recusar, incluindo telefonemas frequentes dos produtores de The Love Boat.
Moore se aposentou em Hilton Head, Carolina do Sul, onde passou o tempo velejando, e também em sua casa de verão em Northeast Harbor, Maine. Moore também se tornou um colunista de humor regular do jornal local The Island Packet com uma coluna intitulada "Mumble, Mumble", posteriormente lançando um livro com suas colunas sob o mesmo nome no início dos anos 1980. Ele fez duas raras aparições na televisão durante a sua aposentadoria, em um especial de 1984 sobre o game show bloopers apresentado por William Shatner e em um tributo na televisão de 1990 a Carol Burnett em Sally. Moore relatou a época em que as circunstâncias o forçaram a dividir um camarim em um elevador para um show após uma confusão.  O show foi ao vivo e um curto intervalo comercial exigiu um tempo apressado para trocar de figurino. Moore, na esperança de economizar tempo, pediu a seu assistente que colocasse a sua fantasia para o próximo esboço no elevador para que ele pudesse correr até lá e voltar correndo, sem perceber que Burnett tinha o mesmo plano. Burnett correu para o elevador e encontrou Moore apenas de cueca. Envergonhado, Burnett se desculpou, mas Moore disse "é showbiz" e recomendou que ambos virassem as costas um para o outro para que pudessem terminar de se vestir e voltar para o show.
Moore, um fumante constante, morreu de enfisema em Hilton Head em 28 de novembro de 1993, aos 78 anos. Ele foi enterrado no cemitério Forest Hill em Northeast Harbor, Maine. Ele foi nomeado um dos 15 maiores apresentadores de game show de todos os tempos pela Time.